# محمد علي منصر
محمد علي منصر (مواليد 28 أبريل 1991) لاعب كرة قدم تونسي يجيد اللعب في مركز الوسط مع منتخب تونس الوطني النادي الصفاقسي

## مسيرة اللاعب
بدأ مع النادي الرياضي الصفاقسي ثم انتقل للعب في صفوف نادي الترجي الرياضي التونسي في الرابطة التونسية المحترفة الأولى ، و اعير نادي الاتحاد السكندري من الترجي. عاد في موسم 2018_2019
للنادي الصفاقسي بعقد يمتد لثلاث سنوات ليكون بذلك أول لاعب يغادر القلعة السوداء والبيضاء نحو الترجي الرياضي ثم يرجع اليها فمعلوم ان جماهير الصفاقسي متشددة مع نجومهم الذين يغادرون الفريق نحو المنافسين التقليديين حول البطولة التونسية.لكن فئة من جماهير النادي لم يعجبها الأمر ورفضت عودة هذا اللاعب ومع ذلك فقد أصر المدرب رود كرول على عودة اللاعب إلى النادي الصفاقسي خاصة أنه قد تألق معه في سنة 2013 و أعير إلى نادي المحرق ونادي مسيمير.

## روابط خارجية
- محمد علي منصر على موقع قاعدة بيانات كرة القدم.إي يو (الإنجليزية)
- محمد علي منصر على موقع ناشيونال فوتبول تيمز (الإنجليزية)
- محمد علي منصر على موقع Soccerway.com (الإنجليزية)